# Casa William G. Low
La casa William G. Low era una cabaña junto al mar en 3 Low Lane en Bristol, un pueblo situado en el estado de Rhode Island.
Fue diseñado en 1886-87 por el arquitecto Charles McKim de la firma de Nueva York, McKim, Mead & White. Su distintivo y sencillo hastial de 42,7 m encarnaba muchos de los principios de la arquitectura estilo Shingle, como énfasis en la horizontalidad, la geometría y lamasa simplificadas, una ornamentación mínima, y la continuidad entre espacios interiores y exteriores.
El historiador de la arquitectura Vincent Scully lo vio como "a la vez un clímax y una especie de conclusión" para McKim, ya que su "forma prototípica... fue casi inmediatamente abandonada por las columnas y frontones concebidos de manera más convencional de McKim, Mead y edificios posteriores de White".
Justo antes de que fuera demolida en 1962, la casa fue documentada con dibujos medidos y fotografías por el Historic American Buildings Survey.
El historiador de la arquitectura Leland Roth escribió: "Aunque poco conocida en su época, la Casa Low ha llegado a representar la marca más alta del estilo Shingle".